# Rivière Jolicœur
Der Rivière Jolicœur ist ein Zufluss der James Bay in der Region Jamésie im Westen der kanadischen Provinz Québec.

## Flusslauf
Der Rivière Jolicœur entspringt 50 km südwestlich des Réservoir Opinaca. Er verläuft südlich des Rivière Eastmain und nördlich des Rivière Pontax in überwiegend westlicher Richtung durch die Landschaft des Kanadischen Schilds. Nach etwa 30 km kreuzt der Fluss bei Straßenkilometer 326 (⊙) westlich des Lac Mirabelli die Überlandstraße Route de la Baie James. Im Unterlauf nimmt er seinen wichtigsten Nebenfluss, den Rivière Jolicœur Nord-Est, rechtsseitig auf. Der Rivière Jolicœur hat eine Länge von 126 km. Sein Einzugsgebiet umfasst 2642 km².